# SC Riessersee
SC Riessersee (celým názvem: Sportclub Riessersee) je německý sportovní klub, který sídlí v bavorském městě Garmisch-Partenkirchen. Od sezóny 2018/19 působí v Eishockey-Oberlize Süd, třetí německé nejvyšší soutěži ledního hokeje. Klubové barvy jsou modrá a bílá.
Založen byl v roce 1922. V průběhu své existence zažilo SCR velké úspěchy, ale i pády. V prvním historickém období klub získal na domácí scéně deset mistrovských titulů (poslední v roce 1981). Po těchto úspěších zažila celá organizace strmý pád z elitní ligové společnosti. Zažila dokonce dvojí vyhlášení insolvence (v letech 2002 a 2004) a to z důvodu neschopnosti splácet své závazky vůči věřitelům. Své domácí zápasy odehrává v Olympia-Eissport-Zentrum s kapacitou 6 929 diváků.
Mimo oddíl ledního hokeje má sportovní klub i jiné oddíly, mj. oddíl curlingu a bobů.

## Získané trofeje
- Meisterschaft / Bundesliga / DEL ( 10× )
  - 1927, 1935, 1938, 1941, 1947, 1948, 1949/50, 1959/60, 1977/78, 1980/81

## Přehled ligové účasti
Zdroj: 
- 1924–1948: Deutsche Eishockey-Meisterschaft (1. ligová úroveň v Německu)
- 1948–1958: Eishockey-Oberliga (1. ligová úroveň v Německu)
- 1958–1967: Eishockey-Bundesliga (1. ligová úroveň v Německu)
- 1967–1968: Eishockey-Oberliga Süd (2. ligová úroveň v Německu)
- 1968–1987: Eishockey-Bundesliga (1. ligová úroveň v Německu)
- 1987–1993: 2. Eishockey-Bundesliga (2. ligová úroveň v Německu)
- 1993–1994: Eishockey-Oberliga Süd (3. ligová úroveň v Německu)
- 1994–1995: 1. Eishockey-Liga Süd (2. ligová úroveň v Německu)
- 1995–1996: Deutsche Eishockey Liga (1. ligová úroveň v Německu)
- 1996–1998: 1. Eishockey-Liga Süd (2. ligová úroveň v Německu)
- 1998–1999: Eishockey-Bundesliga (2. ligová úroveň v Německu)
- 1999–2004: 2. Eishockey-Bundesliga (2. ligová úroveň v Německu)
- 2004–2005: Eishockey-Oberliga Süd (3. ligová úroveň v Německu)
- 2005–2007: Eishockey-Oberliga (3. ligová úroveň v Německu)
- 2007–2010: 2. Eishockey-Bundesliga (2. ligová úroveň v Německu)
- 2010–2011: Eishockey-Oberliga Süd (3. ligová úroveň v Německu)
- 2011–2013: 2. Eishockey-Bundesliga (2. ligová úroveň v Německu)
- 2013–2018: DEL2 (2. ligová úroveň v Německu)
- 2018– : Eishockey-Oberliga Süd (3. ligová úroveň v Německu)

## Účast v mezinárodních pohárech
Zdroj: 
Legenda: SP - Spenglerův pohár, EHP - Evropský hokejový pohár, EHL - Evropská hokejová liga, SSix - Super six, IIHFSup - IIHF Superpohár, VC - Victoria Cup, HLMI - Hokejová liga mistrů IIHF, ET - European Trophy, HLM - Hokejová liga mistrů, KP – Kontinentální pohár
- SP 1926 – Základní skupina (4. místo)
- SP 1927 – Základní skupina (5. místo)
- SP 1928 – Zápas o 3. místo
- SP 1930 – Základní skupina B (3. místo)
- SP 1931 – Základní skupina (6. místo)
- EHP 1978/1979 – 3. kolo
- EHP 1981/1982 – Finálová skupina (3. místo)